# 约翰·诺厄
约翰·诺厄（英語：John Noah，1927年11月21日—2015年9月3日），美国男子冰球运动员，场上位置是前锋。他曾代表美国国家队参加1952年冬季奥林匹克运动会冰球比赛，获得一枚银牌。